# Az Amerikai Virgin-szigetek az 1976. évi nyári olimpiai játékokon
Az Amerikai Virgin-szigetek a kanadai Montréalban megrendezett 1976. évi nyári olimpiai játékok egyik részt vevő nemzete volt. Az országot az olimpián 6 sportágban 21 sportoló képviselte, akik érmet nem szereztek.

## Atlétika
Férfi
| Versenyző      | Versenyszám     | Előfutam | Előfutam | Előfutam | Negyeddöntő | Negyeddöntő | Negyeddöntő | Elődöntő | Elődöntő | Elődöntő | Döntő   | Döntő    |
| Versenyző      | Versenyszám     | Idő      | Hely.    | Össz.    | Idő         | Hely.       | Össz.       | Idő      | Hely.    | Össz.    | Idő     | Helyezés |
| -------------- | --------------- | -------- | -------- | -------- | ----------- | ----------- | ----------- | -------- | -------- | -------- | ------- | -------- |
| Ronald Russell | 100 m           | 11,22    | 7.       | 54.      | kiesett     | kiesett     | kiesett     | kiesett  | kiesett  | kiesett  | kiesett | kiesett  |
| Hank Klein     | 20 km gyaloglás |          |          |          |             |             |             |          |          |          | 1:50:50 | 36.      |

Női
| Versenyző      | Versenyszám | Előfutam | Előfutam | Előfutam | Negyeddöntő | Negyeddöntő | Negyeddöntő | Elődöntő | Elődöntő | Elődöntő | Döntő   | Döntő    |
| Versenyző      | Versenyszám | Idő      | Hely.    | Össz.    | Idő         | Hely.       | Össz.       | Idő      | Hely.    | Össz.    | Idő     | Helyezés |
| -------------- | ----------- | -------- | -------- | -------- | ----------- | ----------- | ----------- | -------- | -------- | -------- | ------- | -------- |
| Rita Hendricks | 100 m       | 13,51    | 6.       | 39.      | kiesett     | kiesett     | kiesett     | kiesett  | kiesett  | kiesett  | kiesett | kiesett  |

## Birkózás
Szabadfogású
| Versenyző       | Versenyszám | 1. forduló                          | 2. forduló                                    | 3. forduló        | 4. forduló        | 5. forduló        | 6. forduló        | Döntő             | Helyezés    |
| Versenyző       | Versenyszám | Ellenfél Eredmény                   | Ellenfél Eredmény                             | Ellenfél Eredmény | Ellenfél Eredmény | Ellenfél Eredmény | Ellenfél Eredmény | Ellenfél Eredmény | Helyezés    |
| --------------- | ----------- | ----------------------------------- | --------------------------------------------- | ----------------- | ----------------- | ----------------- | ----------------- | ----------------- | ----------- |
| Emille Kitnurse | 52 kg       | Giuseppe Bognanni (ITA) · kétvállas | Cson Heszop (Jeon Hae-Seop) (KOR) · kétvállas | kiesett           | kiesett           | kiesett           |                   | kiesett           | helyezetlen |
| Ronald Joseph   | 68 kg       | Rami Miron (ISR) · kétvállas        | Rafael González (PUR) · kétvállas             | kiesett           | kiesett           | kiesett           | kiesett           | kiesett           | helyezetlen |
| Ivan David      | 74 kg       | Jarmo Övermark (FIN) · kétvállas    | visszalépett                                  | kiesett           | kiesett           | kiesett           |                   | kiesett           | helyezetlen |
| Wayne Thomas    | 90 kg       | Levan Tediasvili (URS) · kétvállas  | Peter Neumair (FRG) · kétvállas               | kiesett           | kiesett           | kiesett           | kiesett           | kiesett           | helyezetlen |

## Ökölvívás
| Versenyző        | Versenyszám   | Selejtező                             | 32-es főtábla                         | Nyolcaddöntő                    | Negyeddöntő       | Elődöntő          | Döntő             | Helyezés    |
| Versenyző        | Versenyszám   | Ellenfél Eredmény                     | Ellenfél Eredmény                     | Ellenfél Eredmény               | Ellenfél Eredmény | Ellenfél Eredmény | Ellenfél Eredmény | Helyezés    |
| ---------------- | ------------- | ------------------------------------- | ------------------------------------- | ------------------------------- | ----------------- | ----------------- | ----------------- | ----------- |
| Marcelino Garcia | Váltósúly     | Kim Dzsuszok (Kim Ju-Seok) (KOR) · KO | kiesett                               | kiesett                         | kiesett           | kiesett           | kiesett           | 28.         |
| Earl Liburd      | Nagyváltósúly |                                       | Mohamed Majeri (TUN) · nem vett részt | Rolando Garbey (CUB) · KO       | kiesett           | kiesett           | kiesett           | 9.          |
| Eric George      | Nehézsúly     |                                       | erőnyerő                              | Rudy Gauwe (BEL) · visszalépett | kiesett           | kiesett           | kiesett           | helyezetlen |

## Sportlövészet
Nyílt
| Versenyző         | Versenyszám       | Pont | Helyezés |
| ----------------- | ----------------- | ---- | -------- |
| Harold Fredericks | Sportpuska, fekvő | 571  | 74.      |
| Peter Hogan       | Sportpuska, fekvő | 571  | 74.      |
| Russell Johnson   | Skeet             | 168  | 65.      |
| Felix Navarro     | Skeet             | 165  | 66.      |

## Úszás
Férfi
| Versenyző      | Versenyszám    | Előfutam | Előfutam | Előfutam | Elődöntő | Elődöntő | Elődöntő | Döntő   | Döntő    |
| Versenyző      | Versenyszám    | Idő      | Hely.    | Össz.    | Idő      | Hely.    | Össz.    | Idő     | Helyezés |
| -------------- | -------------- | -------- | -------- | -------- | -------- | -------- | -------- | ------- | -------- |
| Steven Newkirk | 100 m gyors    | 55,43    | 7.       | 36.      | kiesett  | kiesett  | kiesett  | kiesett | kiesett  |
| Steven Newkirk | 200 m gyors    | 1:59,95  | 5.       | 40.      |          |          |          | kiesett | kiesett  |
| Steven Newkirk | 100 m pillangó | 1:01,46  | 8.       | 40.      | kiesett  | kiesett  | kiesett  | kiesett | kiesett  |
| Steven Newkirk | 200 m pillangó | 2:17,84  | 6.       | 36.      |          |          |          | kiesett | kiesett  |

Női
| Versenyző      | Versenyszám    | Előfutam | Előfutam | Előfutam | Elődöntő | Elődöntő | Elődöntő | Döntő   | Döntő    |
| Versenyző      | Versenyszám    | Idő      | Hely.    | Össz.    | Idő      | Hely.    | Össz.    | Idő     | Helyezés |
| -------------- | -------------- | -------- | -------- | -------- | -------- | -------- | -------- | ------- | -------- |
| Shelley Cramer | 100 m gyors    | 1:00,67  | 5.       | 29.      | kiesett  | kiesett  | kiesett  | kiesett | kiesett  |
| Shelley Cramer | 200 m gyors    | 2:14,94  | 7.       | 35.      |          |          |          | kiesett | kiesett  |
| Shelley Cramer | 100 m pillangó | 1:08,55  | 7.       | 36.      | kiesett  | kiesett  | kiesett  | kiesett | kiesett  |

## Vitorlázás
Nyílt
| Versenyző                            | Versenyszám | Futam  | Futam | Futam | Futam | Futam | Futam  | Futam | Pontszám | Helyezés |
| Versenyző                            | Versenyszám | 1      | 2     | 3     | 4     | 5     | 6      | 7     | Pontszám | Helyezés |
| ------------------------------------ | ----------- | ------ | ----- | ----- | ----- | ----- | ------ | ----- | -------- | -------- |
| Art Andrew                           | Finn dingi  | 30,0   | 29,0  | 30,0  | 31,0  | 31,0  | (32,0) | 32,0  | 183,0    | 27.      |
| John Foster, Sr. Dan Morrison        | Tempest     | (21,0) | 16,0  | 18,0  | 19,0  | 11,7  | 18,0   | 19,0  | 101,7    | 13.      |
| Doug Graham Dick Johnson Tim Kelbert | Soling      | (30,0) | 30,0  | 28,0  | 27,0  | 28,0  | 27,0   | 28,0  | 168,0    | 24.      |